# Dietrich von Engelhardt
Pour les articles homonymes, voir Engelhardt.
Dietrich von Engelhardt (né le 5 mai 1941 à Göttingen et mort le 14 janvier 2025) est un historien allemand des sciences et de la médecine. Il était directeur de l'Institut d'histoire de la médecine et des études scientifiques à l'Université de Lübeck.

## Biographie
Dietrich von Engelhardt est le fils du minéralogiste et géologue Wolf von Engelhardt.
De 1961 à 1968, Dietrich von Engelhardt étudie la philosophie, l'histoire et les études slaves à l'université de Tübingen, à l'université Louis-et-Maximilien de Munich et à l'université de Heidelberg, où il obtient son doctorat en philosophie en 1969. Cela est suivi d'une formation en criminologie et en thérapie criminelle. En 1971, il devient l'assistant de Heinrich Schipperges (de) à l'Institut d'histoire de la médecine de l'Université de Heidelberg, où il obtient son habilitation en 1976 et devient professeur. De 1983 à 2007, il est professeur d'histoire de la médecine et d'histoire générale des sciences à l'Université de Lübeck, et de 1993 à 1996 vice-recteur de l'Université de Lübeck. Entre autres choses, il contribue à la Deutsche Biographische Enzyklopädie de Walther Killy et Rudolf Vierhaus.
De 1998 à 2002, il est directeur par intérim de l'Institut d'histoire et d'éthique de la médecine à l'Université technique de Munich.
En 1995, il est élu membre de l'Académie allemande des sciences naturelles Léopoldine. De 2001 à 2010, il est président de l'Académie d'éthique en médecine (de) et de 2008 à 2011 vice-président du comité provincial d'éthique du Tyrol du Sud. En 2010, il devient membre de l'Académie des sciences d'utilité publique d'Erfurt. En 2014, le prix de la Fondation Docteur-Margrit-Egnér (de) lui est attribué. En 2016, il reçoit la médaille Alexander-von-Humboldt de la Société des naturalistes et médecins allemands (de) (GDNÄ).

## Publications (sélection)
- Hegel und die Chemie. Studie zur Philosophie und Wissenschaft der Natur um 1800. Guido Pressler Verlag, Hürtgenwald 1976.
- Medizin und Literatur in der Neuzeit – Perspektiven und Aspekte. In: Deutsche Vierteljahrsschrift für Literaturwissenschaft und Geistesgeschichte. Band 52, 1978, S. 351–380.
- Historisches Bewusstsein in der Naturwissenschaft: von der Aufklärung bis zum Positivismus. Orbis academicus (de), Karl Alber Verlag, Freiburg 1979.
- mit Heinrich Schipperges (de): Die inneren Verbindungen zwischen Philosophie und Medizin im 20. Jahrhundert. Wissenschaftliche Buchgesellschaft, Darmstadt 1980.
- Arzt und Patient in der Literatur. In: Heidelberger Jahrbücher. Band 25, 1981, S. 147–164.
- Kausalität und Konditionalität in der modernen Medizin. In: Heinrich Schipperges (Hrsg.): Pathogenese. Grundzüge und Perspektiven einer Theoretischen Pathologie. Berlin/Heidelberg/New York/Tokyo 1985, S. 32–58.
- Der Umgang des Kranken mit der Krankheit im Medium der Literatur. In: Helmut Piechowiak (Hrsg.): Ethische Probleme der modernen Medizin. Mainz 1985, S. 158–175.
- Psychische Krankheit in der Literatur der Neuzeit. In: Jahrbuch des Instituts für Geschichte der Medizin der Robert Bosch Stiftung. Band 4, 1985, S. 23–40.
- Darstellung und Deutung der Lepra in der neueren Literatur. In: Jörn Henning Wolf (de) (Hrsg.): Aussatz, Lepra, Hansen-Krankheit. Ein Menschheitsproblem im Wandel. Teil II: Aufsätze (= Kataloge des Deutschen medizinhistorischen Museums. Beiheft 1). Würzburg 1986,  (ISBN 3-926454-00-8), S. 309–320.
- Mit der Krankheit leben. Grundlagen und Perspektiven der Copingstruktur des Patienten. Verlag für Medizin, E. Fischer Heidelberg, 1986.
- als Hrsg.: Ethik im Alltag der Medizin: Spektrum der medizinischen Disziplinen, Springer Verlag, Berlin, 1989.
- als Hrsg.: Diabetes in Medizin- und Kulturgeschichte: Grundzüge, Texte und Bibliographie. Berlin/Heidelberg/New York 1989.
- als Hrsg. mit Fritz Hartmann (de): Klassiker der Medizin. 2 Bände. München 1991.
- Thomas Mann und die Wissenschaften, Lübeck 1999.
- Krankheit, Schmerz und Lebenskunst: Eine Kulturgeschichte der Körpererfahrung. C.H. Beck Verlag, München, 1999.
- Medizin in der Literatur der Neuzeit, Bd. 1–2. Guido Pressler Verlag (de), Hürtgenwald, 1991/2000.
- Paracelsus im Urteil der Naturwissenschaften und Medizin des 18. und 19. Jahrhunderts. Darstellung, Quellen, Forschungsliteratur. Deutsche Akademie der Naturforscher Leopoldina, Halle (Saale). Barth Verlag, Heidelberg, 2001.
- als Hrsg.: Biographische Enzyklopädie deutschsprachiger Mediziner. 2 Bände. München 2002.
- als Hrsg.: Biographische Enzyklopädie deutschsprachiger Naturwissenschaftler. 2 Bände. München 2003.
- als Hrsg. mit Hans Wißkirchen (de) (Hrsg.): „Der Zauberberg“, die Welt der Wissenschaften in Thomas Manns Roman. Stuttgart/ New York 2003.
- Herausgeber mit Rainer Wild: Geschmackskulturen. Vom Dialog der Sinne beim Essen und Trinken. Campus-Verlag, Frankfurt am Main / New York 2005,  (ISBN 3-593-37727-6).
- Deutsch-Italienische Wissenschaftsbeziehungen im 18. und 19. Jahrhundert. Strukturen und Dimensionen, In: Ingrid Kästner (Hrsg.): Wissenschaftskommunikation in Europa im 18. und 19. Jahrhundert (= Europäische Wissenschaftsbeziehungen, 1) Shaker-Verlag, Aachen 2009, S. 7–38.
- Gesundheit, Krankheit, Therapie. Friedrich Hölderlin im Kontext der Medizin und Philosophie um 1800. In: Annuario Filosofico, Band  26, 2010/2011, S. 175–207.